# Vossloh Eurolight
A Stadler Eurolight (2015-ig Vossloh Eurolight) a Stadler Rail Valencia SAU által kifejlesztett és gyártott Bo'Bo' tengelyelrendezésű dízelmozdony-család.

## Angliai alkalmazása
A Vossloh speciális, az angliai igényekhez illesztett 160 km/h sebességű személy- és teherforgalomra egyaránt alkalmas univerzális dízelmozdonyt fejlesztett ki a DRS-sel együttműködve. Az EuroLight GB mozdonyokat a Vossloh Rail Vehicles gyártja a spanyol Valenciához közeli Albuixech városában. A tervek szerint a 15 mozdony közül az elsők 2013 végén érkeznek meg Angliába.
A 2,8 MW teljesítményű Bo’Bo’ tengelyelrendezésű dízel-villamos mozdonyokat 16 hengeres Caterpillar C 175 típusú dízelmotorral szerelik fel. A váltakozóáramú vontatású rendszert az ABB szállítja. A szerződés további mozdony vásárlására szóló opciót is tartalmaz. A szerződés értéke 70 millió euró.

## Külső hivastkozások
- vossloh-rail-vehicles.com - Products - Diesel-Electric Locomotives - EUROLight (angol nyelven). vossloh-espana.com, 2012 [last update]. [2012. április 19-i dátummal az eredetiből archiválva]. (Hozzáférés: 2012. május 9.)